# Eustrotia schencki
Eustrotia schencki là một loài bướm đêm trong họ Noctuidae.